# Mills College at Northeastern University
Il Mills College at Northeastern University, precedentemente Mills College, è un college privato di arti e scienze liberali sito a Oakland, in California. 

## Storia
L'istituto fu fondato nel 1852 a Benicia con il nome Young Ladies Seminary. Cambiò nome in Mills College nel 1865. Nel 1871 fu trasferito a Oakland divenendo il primo istituto scolastico esclusivamente femminile ad ovest delle Montagne Rocciose. 
Sebbene il Mills College sia prevalentemente un ente universitario femminile, esso presenta alcuni programmi di laurea dedicati a studenti di entrambi i sessi.
Nel 2014 l'università è diventata il primo college dedicato a persone di un solo sesso negli Stati Uniti ad adottare una politica di ammissione che accoglie esplicitamente gli studenti transessuali.
Nel 2022, a causa di problematiche finanziarie, il Mills College si fuse con la Northeastern University e venne rinominato Mills College at Northeastern University.